# Dekeleia
Dekeleia (řecky Δεκέλεια) byla významná attická obec a strategický vojenský bod. 
Roku 413 př. n. l. se tu za peloponéské války trvale usadili Sparťané, kteří následně zpustošili Attiku a odřízli Athény od významných pozemních spojů.